# Bistrița Bârgăului
Bistrita Bârgaului là một xã thuộc hạt Bistrița-Năsăud, România. Dân số thời điểm năm 2002 là 4394 người.